# Subtractor
Subtractor è un dispositivo utilizzabile nel software Reason. Presente già dalla prima versione distribuita nel 2000, è un synth ispirato a modelli analogici a sintesi sottrattiva.

## Funzioni

### Sezione oscillatori
Subtractor è un synth basato su 2 oscillatori. Ciascuno riproduce fino a 32 diverse forme d'onda: dalle più semplici come l'onda sinusoidale o il "sawtooth" ad altre più complesse, fino addirittura a veri e propri campioni. È possibile impostare la frequenza dell'onda (prendendo come riferimento la nota C1) attraverso l'ottava i semitoni e i centesimi di semitono, dopodiché si può in un certo senso "scollegare" gli oscillatori dalla tastiera e suonare note sempre alla stessa frequenza a prescindere dall'altezza della nota suonata; un sistema ottimo soprattutto per effetti e suoni percussivi. 

I due oscillatori sono utilizzabili separatamente o possono essere modulati con modulazione di frequenza o con ring modulation. grazie al controllo phase è possibile anche creare uno sfasamento tra le onde dei due oscillatori che può essere considerato un terzo tipo di modulazione. in generale, l'oscillatore 1 genera sempre la portante, è l'oscillatore principale e non è disattivabile; al contrario l'oscillatore 2 che è opzionale, è disattivabile e genera la modulante. è possibile con il controllo mix variare la quantità di presenza del segnale dell'oscillatore 1 rispetto al 2 nel suono in uscita dalla sezione oscillatori. infine all'oscillatore 2 è collegato un generatore di rumore bianco, controllabile in livello, "colore" (è possibile quindi utilizzarlo come rumore rosa) e tempo di decadimento.

### Sezione filtri
Il synth comprende due filtri in cascata. il filter 1 è un filtro multimodo: può essere utilizzato come HP, notch, BP LP con pendenza a 12 o 24 dB/ottava. È possibile controllare la frequenza di taglio e l'ampiezza del picco di risonanza. Il filter 2 ha gli stessi controlli del primo ma permette solo il modo passa basso. con il comando Filter link è possibile controllare la frequenza del filtro 2 attraverso quella del primo. tra i comandi è doveroso citare il knob "keyboard" (kbd) che permette di aumentare la frequenza rispetto a quella impostata man mano che le note suonate sono più alte, per ottenere un suono più brillante e pieno, soprattutto quando il filtro viene usato in modalità LP

### Sezione controlli di inviluppo
I controlli di inviluppo sono 3 e tutti di tipo ADSR: uno come da tradizione dedicato all'inviluppo dell'ampiezza del segnale, uno collegato alla frequenza di taglio di filter 1 e un terzo detto modulation envelope che permette di modellare l'inviluppo di vari parametri, come ad esempio la frequenza di uno o entrambi gli oscillatori, o il controllo mix

### LFO
Come in tutti i synth analogici che si rispettano, non può mancare l'LFO: il periodo di oscillazione è impostabile facendo riferimento ai valori in Hertz della frequenza o frazioni di battuta partendo da 16/4 (1 battuta) a 1/32. sono presenti anche i valori 1/8T e 1/16T dove la "T" sta per terzina. I parametri controllabili sono la frequenza degli oscillatori, la cutoff frequency di filter 1, la quantità di mix degli oscillatori e la quantità di FM 

Oltre a quello principale esiste un altro LFO con ulteriori parametri di controllo e anche la possibilità di regolare il tempo di attacco e decadimento dell'inviluppo dell'onda generata dall'LFO stesso

## Utilizzo
sebbene come ogni synth le combinazioni sonore ottenibili sono virtualmente infinite, Subtractor è pensato per un utilizzo incentrato sulla plasmatura di sonorità meno complesse. Il suono è freddo e spigoloso e può risultare interessante creare giri di basso, pad, lead synth, effetti e percussioni con questo dispositivo.